# Leila Guerriero
Leila Guerriero (Junín, 17 de febrero de 1967) es una escritora, periodista y editora argentina.

## Biografía
Es de ascendencia italiana, siria y alemana. De pequeña, dice haber sido influida por los cuentos orales de sus abuelos y las lecturas que le hacía su padre de Horacio Quiroga y Edgar Allan Poe.
Egresada del Colegio Nacional Normal Superior de Junín, estudió turismo, carrera que terminó pero no ejerce. Su inicio empírico en el periodismo fue en 1992, cuando consiguió su primer empleo como redactora en Página/30, revista mensual del periódico Página/12. Luego de enviar a la recepción del medio un cuento titulado «Kilómetro cero», recibió, cuatro días después, un llamado del entonces director Jorge Lanata.
Desde entonces sus trabajos figuran en diversos medios como La Nación y Rolling Stone, de Argentina; El País y Vanity Fair, de España; El Malpensante y SoHo, de Colombia; Paula y El Mercurio, de Chile, entre otros. Además, es editora para América Latina de la revista mexicana Gatopardo.
En 2010 ganó la novena edición del premio de la Fundación Nuevo Periodismo Iberoamericano en la categoría texto, por su crónica El rastro en los huesos, donde relata el trabajo que realiza el Equipo Argentino de Antropología Forense que identifica los restos de desaparecidos de la última dictadura militar argentina.
En 2014 recibe el Diploma al mérito en la categoría «Crónicas y Testimonios», otorgado por la Fundación Konex.
En 2019 recibe el XIV Premio de Periodismo Manuel Vázquez Montalbán. En esa oportunidad, el jurado destacó el trabajo de campo de la periodista “para dar forma y fondo a sus crónicas, convertidas también en excelentes ensayos sociológicos”.

## Obra

### No ficción
- 2005: Los suicidas del fin del mundo. Crónica de un pueblo patagónico, editada por Tusquets en la colección Andanzas.
- 2009: Frutos extraños. Crónicas reunidas 2001-2008, editada por Aguilar. ISBN: 765719765976976247.
- 2013: Una historia sencilla, editada por Anagrama en la colección Narrativas hispánicas. ISBN: 978-84-339-9767-8.
- 2013: Plano americano, editada por Ediciones UDP en chile. ISBN: 978-956-314-199-3. Reeditada en Anagrama en la colección Biblioteca de la memoria en 2018 ISBN 978-84-339-0800-1.
- 2014: Zona de obras, editada por Anagrama en la colección Crónicas. 978-84-339-2627-2. En 2022 la reeditó la misma editorial.
- 2019: Opus Gelber. Retrato de un pianista, editada por Ediciones UDP en chile. ISBN: 978-956-314-435-2, y editada para España y el resto de Latinoamérica por Anagrama en la colección Narrativas hispánicas. ISBN: 978-84-339-9872-9.
- 2019: Teoría de la gravedad, editada por Libros del Asteroide con el prólogo de Pedro Mairal. ISBN: 978-84-17977-17-7.
- 2020: Frutos extraños Crónicas reunidas 2001-2019 (edición ampliada), editada por Alfaguara. ISBN: 9788420454009.
- 2020: La otra guerra, editada por Anagrama en la colección Nuevos cuadernos Anagrama. ISBN: 978-84-339-1648-8.
- 2024: La llamada, editada por Anagrama en la colección Narrativas hispánicas. ISBN: 978-84-339-2206-9.
- 2024: La dificultad del fantasma. Truman Capote en la Costa Brava, editada por Anagrama en la colección Nuevos cuadernos Anagrama. ISBN: 978-84-339-2725-5.

### Editora
- 2011: Los malditos, editada por Ediciones UDP en chile para la colección Vidas ajenas. ISBN: 978-956-314-151-1.
- 2015: Los malos, editada por Ediciones UDP en chile para la colección Vidas ajenas. ISBN: 978-956-314-318-8.
- 2017: Un mundo lleno de futuro. Diez crónicas de América Latina, edición publicada en Editorial Planeta.
- 2017: Voltios. La crisis energética y la deuda eléctrica, edición publicada en Editorial Planeta.
- 2017: Cuba en la encrucijada, edición publicada en Debate. ISBN: 9789585446175.
- 2019: Extremas, editada por Ediciones UDP en chile para la colección Vidas ajenas. ISBN:  978-956-314-441-3.
- 2023: Ídolos, editada por Ediciones UDP en chile para la colección Vidas ajenas. ISBN: 978-956-314-542-7.

## Premios
- 2010: Premio Gabo por su artículo El rastro en los huesos[8]
- 2014: Premio Konex, Diploma al Mérito en la disciplina «Crónicas y Testimonios»[1]
- 2019: XIV Premio Internacional de Periodismo Manuel Vázquez Montalbán[9]
- 2019: Personalidad destacada de la Ciudad Autónoma de Buenos Aires en el ámbito de la cultura por la Legislatura de la Ciudad Autónoma de Buenos Aires en reconocimiento a «una de las periodistas más importantes del medio local e internacional. Estamos ante la presencia de una de las escritoras más prestigiosas de la región».[10]
- 2024: Premio Konex de Platino en la disciplina «Crónicas»[1]
- 2025: Premio Zenda de Narrativa 2023-2024 por su libro La llamada.[11]